# Symphonie no 29 de Joseph Haydn
Pour les articles homonymes, voir Symphonie no 29.
La Symphonie no 29 en mi majeur Hob. I:29 est une symphonie du compositeur autrichien Joseph Haydn, composée en 1765.

## Analyse de l'œuvre
La symphonie comporte quatre mouvements :
1. Allegro di molto, en mi majeur, à 
, 140 mesures
2. Andante, en la majeur, à 
, 98 mesures
3. Menuet (en mi majeur) et Trio (en mi mineur), à 
, 66 mesures
4. Presto, en mi majeur, à , 185 mesures

Durée : 15 à 20 minutes

## Instrumentation
- deux hautbois, un basson, deux cors, cordes, continuo.